# Rapid City
För andra betydelser, se Rapid City (olika betydelser).
Rapid City är en stad (city) i Pennington County i delstaten South Dakota i USA. Den är delstatens näst största stad, efter Sioux Falls. Rapid City ligger långt västerut i delstaten vid Black Hills östra sluttning, cirka 65 kilometer från gränsen till Wyoming. Staden har fått sitt namn från Rapid Creek, som flyter genom staden. Rapid City är administrativ huvudort (county seat) i Pennington County.
Staden hade 74 703 invånare, på en yta av 141,83 km² (2020). Vid folkräkningen 2020 tillhörde 13,2 procent av befolkningen Nordamerikas ursprungsbefolkning.
Ellsworth Air Force Base är belägen strax nordost om staden.